# Bec Costazza
Il Bec Costazza (Bec-Cotasse in francese) è una montagna del Gruppo della Rosa dei Banchi nelle Alpi Graie alta 3.092 m s.l.m.. Si trova in Valle d'Aosta.

## Caratteristiche
La montagna si colloca tra la valle di Champorcher ed il Vallone dell'Urtier (laterale della val di Cogne) ed appena a sud della Fenêtre de Champorcher.

## Salita alla vetta
Si può salire sulla vetta dal versante della valle di Champorcher e partendo dal rifugio Dondena. Dal rifugio si sale dapprima al Lago Misérin e poi il versante sud-est della montagna.
Dal versante di Cogne si può salire passando dal Rifugio Sogno di Berdzé al Péradzà.